# Little Eagle
Little Eagle (arikara: neetahkasčiripásit, lakota: waŋblí čík’ala; "Petita àguila daurada") és una concentració de població designada pel cens dels Estats Units a l'estat de Dakota del Sud. Segons el cens del 2000 tenia 370 habitants.

## Demografia
Segons el cens del 2000, Little Eagle tenia 370 habitants, 71 habitatges, i 60 famílies. La densitat de població era de 101,3 habitants per km².
Dels 71 habitatges en un 53,5% hi vivien nens de menys de 18 anys, en un 28,2% hi vivien parelles casades, en un 40,8% dones solteres, i en un 14,1% no eren unitats familiars. En el 9,9% dels habitatges hi vivien persones soles l'1,4% de les quals corresponia a persones de 65 anys o més que vivien soles. El nombre mitjà de persones vivint en cada habitatge era de 5,21 i el nombre mitjà de persones que vivien en cada família era de 5,43.
Per edats la població es repartia de la següent manera: un 48,4% tenia menys de 18 anys, un 13,8% entre 18 i 24, un 24,1% entre 25 i 44, un 10,8% de 45 a 60 i un 3% 65 anys o més.
L'edat mediana era de 19 anys. Per cada 100 dones de 18 o més anys hi havia 96,9 homes.
La renda mediana per habitatge era de 12.500 $ i la renda mediana per família d'11.528 $. Els homes tenien una renda mediana de 20.625 $ mentre que les dones 12.321 $. La renda per capita de la població era de 3.632 $. Entorn del 75,4% de les famílies i el 73,4% de la població estaven per davall del llindar de pobresa.

## Poblacions més properes
El següent diagrama mostra les poblacions més properes.